# Regeringen Gillis Bildt
Regeringen Gillis Bildt var Sveriges Regering fra 1888 til 1889. Ministeriet var udnævnt af kong Oscar 2. af Sverige. 

## Statsminister
Gillis Bildt var statsminister og leder af Kunglig Majestäts kansli.  
Gillis Bildt er tipoldefar (farfars farfar) til Carl Bildt, der var statsminister i 1991–1994 og udenrigsminister i 2006–2014. 

## Andre ministre

### Justitsministre
- Axel Bergström (februar–september 1888)
- Axel Örbom (1888–1889)
- August Östergren (1889–1896)

### Udenrigsministre
- Albert Ehrensvärd den ældre (1885–1889)
- Gustaf Åkerhielm (juni–oktober 1889)

### Ecklesiastikministre
- Gunnar Wennerberg (1888–1891)